# Liste weiterführender Bildungseinrichtungen in Mumbai
Mumbai beherbergt zahlreiche bedeutende Universitäten, Hochschulen, Forschungs- und Bildungseinrichtungen.

## Fachhochschulen
(Wenn nicht anders angegeben, sind die Hochschulen der University of Mumbai angeschlossen)
- Atomic Energy Junior College - Anushaktinagar
- Akbar Peerbhoy College - Grant Road
- Bhavan’s College - Andheri
- Bhavan’s Hazaarimal Somani College of Arts and Science and J P college of Commerce - Chowpatty
- Birla College of Arts, Science, and Commerce - Kalyan
- Burhani College of Arts and Commerce - Mazgaon
- B.J.P.C.I. College - Charni Road
- B N Bandodkar College of Science - Thane
- Dahanukar College of Commerce - Vile Parle
- Dnyanasadhana College of Science, Commerce and Arts - Thane
- D.T.S.S. College of Commerce Malad
- Elphinstone College - Kala Ghoda
- Elphinstone College of Arts, Science, and Commerce - Fort
- Guru Nanak College of Arts, Science and Commerce - Sion, Guru Tegh Bahadur Nagar
- Hassaram Rijhamal College Churchgate
- Hinduja College of Commerce - Charni Road
- Ideal Junior College of Arts, Commerce & Science - Trombay
- Jai Hind College - Churchgate
- Ramniranjan Jhunjhunwala College - Ghatkopar
- K.C. College - Churchgate
- K J Somaiya College of Arts and Commerce - Vidyavihar
- K J Somaiya College of Science and Commerce - Vidyavihar
- Lala Lajpat Rai College of Commerce and Economics - Mahalaxmi
- Mithibai College - Vile Parle
- M.M.K. College - Bandra
- Maharashtra College - Bombay Central
- Nagindas Khandwal College of Commerce and Economics (N.L. College) - Malad
- NM College of Commerce and Economics - Vile Parle
- Patuck Polytechnic trust Junior College, Santacruz
- Pendharkar College - Dombivli
- Prahladrai Dalmia Lions College - Malad
- Pushpakant Anant Mhatre Jr College of Commerce - Oshiwara
- Ramnarain Ruia College - Matunga
- Ramniranjan Anandilal Podar College of Commerce & Economics - Matunga
- R. D. National & W. A. Science College - Bandra
- Rekhatai Pushpakant Mhatre Jr College of Science - Oshiwara
- Ruparel College - Matunga
- R.K.Talreja College of Arts, Commerce & Science - Ulhasnagar
- Sathaye College - Vile Parle
- Sheth L.U.J. and Sir M.V College of Arts, Science, and Commerce - Andheri
- Siddharth College of Arts, Science and Commerce - Fort
- SIES College of Arts, Science, and Commerce - Sion
- SIES College of Commerce and Economics - Sion
- S K Somaiya College of Arts, Science and Commerce - Vidyavihar
- Smt. Chandibai Himathmal Mansukhani College - Ulhasnagar
- SNDT College (der SNDT Women's University angeschlossen) - Juhu
- Sophia College for Women
- S S & L S Patkar College of Arts and Science - Goregaon
- St Andrew’s College - Bandra
- St. Xavier’s College - Dhobitalao
- Sydenham College of Commerce & Economics - Churchgate
- Thakur College - Kandivali
- Tolani College of Commerce – Andheri
- University Department of Information Technology, University of Mumbai – Kalina, Santacruz
- V P Varde College of Commerce - Goregaon
- Vaze College of Arts, Science, and Commerce - Mulund
- Vikas College of Arts & Commerce - Vikhroli
- Vivek College of Commerce - Goregaon
- Wilson College - Girgaum

## Architektur
- Kamla Raheja Vidyanidhi Institute for Architecture (KRVIA), Mumbai
- Late Bhausaheb Hiray College of Architecture
- Rizvi College of Architecture - Bandra West
- Sir J. J. College of Architecture, Universität Mumbai

## Handel
(Wenn nicht anders angegeben, sind die Hochschulen der University of Mumbai angeschlossen)
- Hassaram Rijhumal College of Commerce and Economics - Churchgate
- Mulund College of Commerce - Mulund
- Narsee Monjee College of Commerce and Economics - Vile Parle
- R.A.Podar College of Commerce and Economics - Matunga
- Sydenham College of Commerce and Economics – Churchgate

## Ingenieurwissenschaft
(Wenn nicht anders angegeben, sind die Hochschulen der University of Mumbai angeschlossen)
- Atharva College of Engineering (ACE)
- Bharati Vidyapeeth College of Engineering - Belapur, Navi Mumbai
- Datta Meghe College of Engineering - Airoli, Navi Mumbai
- Don Bosco Institute of Technology - Kurla
- Dwarkadas J. Sanghvi College of Engineering - Juhu
- Fr. Conceicao Rodrigues College of Engineering - Bandra
- Fr. Conceicao Rodrigues Institute of Technology - Vashi
- Indian Institute of Technology (unabhängige Universität) - Powai
- K.J. Somaiya College of Engineering - Vidyavihar
- K J Somaiya Institute of Engineering and Information Technology - Sion
- Larsen & Toubro Institute of Technology (LTIT) - Powai
- Lokmanya Tilak College of Engineering - Koparkhairane, Navi Mumbai
- M.C.T.'s Rajiv Gandhi Institute of Technology (RGIT) - Versova
- M.H. Saboo Siddik College of Engineering - Byculla
- Mahatma Gandhi Mission's College of Engineering and Technology - Kalamboli
- NMIMS Mukesh Patel School of Technology Management and Engineering(NMU) - Juhu
- Parshvanath Collage of Engineering (PCT COE)
- Padmabhushan Vasantdada Patil Pratishthan's College of Engineering (PVPP) - Chembur
- Ramrao Adik Institute of Technology - Nerul
- Rizvi College of Engineering - Bandra
- Sardar Patel College of Engineering - Andheri
- Shah and Anchor Kutchhi Engineering College - Chembur
- SIES Graduate School of Technology - Nerul
- St Francis Institute of Technology - Borivali
- Thadomal Shahani Engineering College - Bandra
- Thakur College of Engineering and Technology (TCET) - Kandivali
- Usha Mittal Institute of Technology (der SNDT Women's University angeschlossen)
- Vidyavardhini College of Engineering and Technology (VCET) - Vasai
- Veermata Jijabai Technological Institute (VJTI) (autonomes Institut der University of Mumbai) - Matunga
- Vivekanand Education Society's Institute of Technology (VESIT) - Chembur
- Vidyalankar institute of technology - Wadala
- Watumull Institute of Electronic Engineering and Computer Technology - Worli

## Kunstgewerbe
- Sir J. J. Institute of Applied Art

## Management
- Aegis School of Business - Belapur - Navi Mumbai
- Chetana's R.K. Institute of Management and Research - Bandra
- Indo-German Training Centre (IGTC) - Churchgate
- Institute for Technology and Management (ITM) - Kharghar, Navi Mumbai
- Jamnalal Bajaj Institute of Management Studies (JBIMS) - (Hauptmanagementschule der University of Mumbai)
- JK institute of learning - MBP, Kopar Khairane
- K.J.Somaiya Institute of Management Studies and Research (SIMSR) - Vidyavihar
- Lala Lajpat Rai Institute of Management (LLIM) - Mahalaxmi
- Mumbai Educational Trust (MET) - Bandra
- Narsee Monjee Institute of Management Studies (NMIMS) - Vile Parle
- National Institute of Industrial Engineering (NITIE) - Vihar Lake - Powai
- N. L. Dalmia Institute of Management Studies and Research - Mira Road
- Principal L N Welingkar Management Institute - Matunga
- Shailesh J. Mehta School of Management - IIT Bombay (IITSOM) - Powai
- SIES College of Management Studies (SIESCOMS) - Navi Mumbai
- S.P. Jain Institute of Management and Research (SPJIMR) - Andheri
- St. Francis Institute of Management and Research (SFIMAR) (der University of Mumbai angeschlossen) - Borivli
- Sydenham Institute of Management Studies Research and Entrepreneurship Education (SIMSREE) - Churchgate
- Tata Institute of Social Sciences (TISS) - Deonar, Greater Mumbai

## Medien
- Masters In Communication and Journalism (der University of Mumbai angeschlossen)
- School Of Broadcasting and Communication - Andheri

## Medizin
- Grant Medical College and Sir Jamshedjee Jeejebhoy Group of Hospitals - Byculla
- K. J. Somaiya Medical College - Sion
- Lokmanya Tilak Municipal Medical College & Sion Hospital - Sion
- Mahatma Gandhi Mission's Medical college - Kalamboli, Navi Mumbai
- Padmashree Dr D.Y.Patil Medical College & Hospital - Nerul
- Rajiv Gandhi Medical College & Shivaji Hospital - Kalwa, Thane
- Seth Gordhandas Sunderdas Medical College and King Edward Memorial Hospital - Parel
- Terna Medical college and Hospital - Nerul, Navi Mumbai
- Topiwala National Medical College and Nair Hospital - Mumbai Central

## Recht
- Dr Ambedkar College of Law - Wadala
- G J Advani Law College - Bandra
- Government Law College - Churchgate
- Jitendra Chauhan College of Law - Vile Parle
- New Law College - Matunga
- Siddharth College of Law - Fort
- Yusuf Chellaram Law College - Churchgate

## Technologie
- Bandra Junior College of Science and Commerce - Bandra
- Bhabha Atomic Research Centre
- Bombay Institute of Technology
- Centre for Development of Advanced Computing (C-DAC)
- Government Polytechnic - Bandra
- Grant Medical College and Sir Jamsetjee Jeejebhoy Group of Hospitals
- Mumbai University Institute of Chemical Technology
- Tata Institute of Fundamental Research (unabhängiges Institut der University of Mumbai)
- Tata Memorial Hospital and Research Center (Forschungszentrum der University of Mumbai)

## Zahnmedizin
- Mahatma Gandhi Mission Dental College - Kalamboli
- Nair Dental College - Mumbai Central
- Padmashree Dr D.Y.Patil Dental College & Hospital - Nerul
- St.George Dental College & Hospital - Chhatrapati Shivaji Terminus
- Terna Dental College and Hospital - Navi Mumbai
- Yerala Medical Trust Dental College & Hospital - Kharghar